# متلازمة متعدد الغدد الصم بالمناعة الذاتية النوع الأول
متلازمة متعدد الغدد الصم بالمناعة الذاتية النوع الأول (بالإنجليزية: Autoimmune polyendocrine syndrome type 1)‏ أو متلازمة متعدد الغدد بالمناعة الذاتية النوع الأول (بالإنجليزية: autoimmune polyglandular syndrome type 1)‏ أو متلازمة ويتاكر (بالإنجليزية: Whitaker syndrome)‏ أو متلازمة داء المبيضات وقصور الدريقات ومرض أديسون (بالإنجليزية: candidiasis-hypoparathyroidism–Addison's disease syndrome)‏ أو داء المبيضات وخلل التنسج/حثل الأديم الظاهر متعدد الغدد الصم بالمناعة الذاتية (بالإنجليزية: autoimmune polyendocrinopathy-candidiasis–ectodermal dystrophy/dysplasia ومختصره APECED)‏ هو نوع من متلازمة متعدد الغدد الصم بالمناعة الذاتية مع خلل في عدة غدد صماء ناتج عن المناعة الذاتية.
يعد هذا المرض مرضا خلقيا موروثا عن طريق صفة متنحية بسبب عيب في منظم المناعة الذاتية (AIRE) الموجود في الكروموسوم 21 وهو مسؤول عن توريث التحمل المناعي.

## العلامات والأعراض
- نقص المناعة المعتدل، ويؤدي إلى عدوى جلدية ومخاطية مستمرة بالمبيضات.
- نقص في وظائف الطحال.
- خلل في وظائف الغدة جارة الدرقية بسبب المناعة الذاتية يؤدي إلى نقص كالسيوم الدم.
- خلل في وظائف الغدة الكظرية بسبب المناعة الذاتية يؤدي إلى مرض أديسون (نقص سكر الدم وانخفاض ضغط الدم وتفاعلات شديدة في المرض)
- أخرى مثل:
  - قصور الدرقية
  - قصور الغدد التناسلية وعقم
  - بهاق
  - فقدان الشعر أو الصلع
  - سوء الامتصاص
  - فقر الدم الخبيث
  - التهاب الكبد بالمناعة الذاتية الفعال المزمن